# Esseng II
Esseng II est un village du Cameroun situé dans le département du Haut-Nyong et la région de l'Est.
Il fait partie de la commune d’Angossas.

## Population
Lors du recensement de 2005, Esseng II comptait 404 habitants.

## Développement
Selon le Plan Communal de Développement d’Angossas (2012), la réhabilitation de deux puits / forages d'eau et l'aménagement de deux sources d'eau ont été également envisagés dans le but de faciliter l'accès à l'eau potable.